# Luftkabel

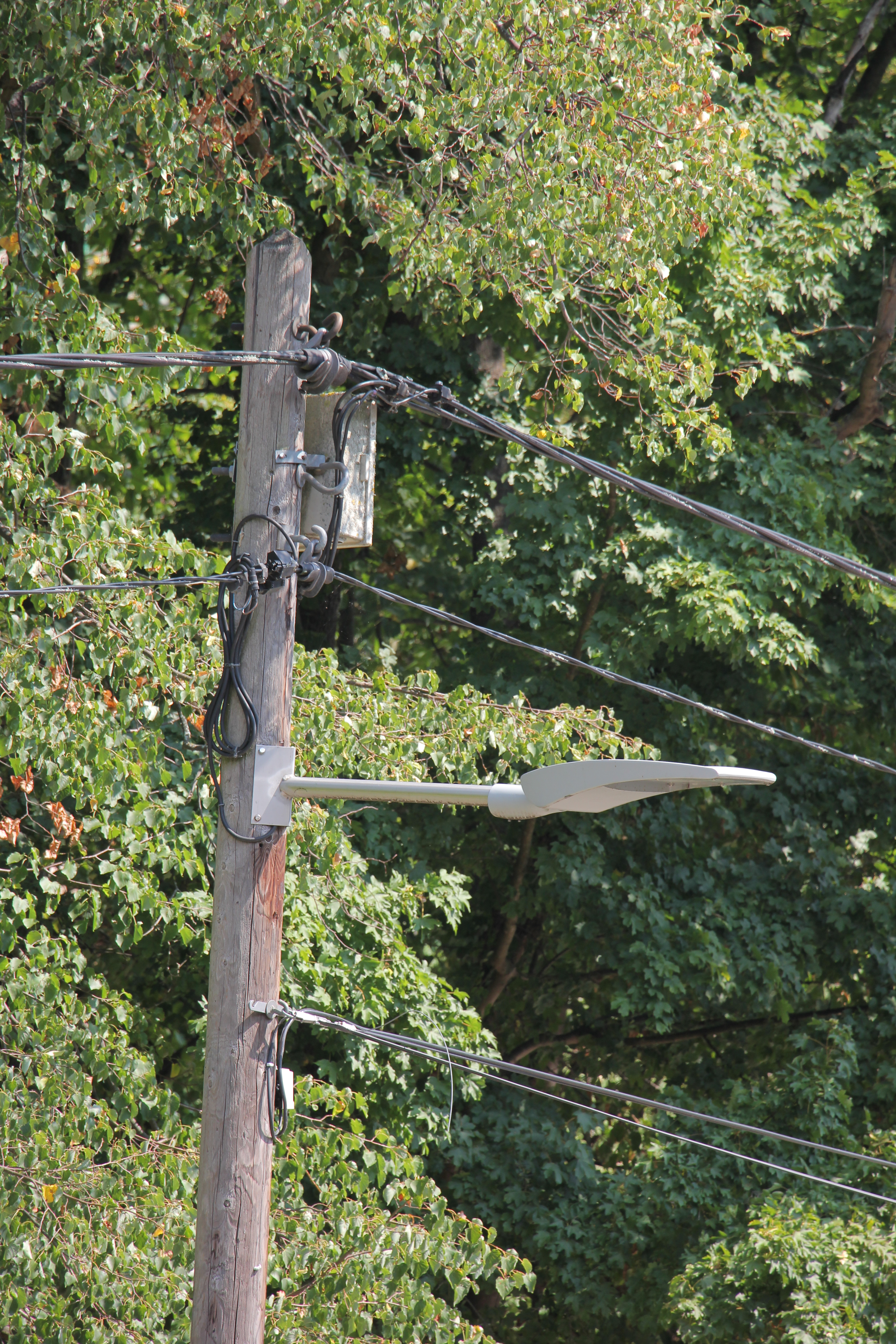
Verschiedene Luftkabel an einem Mast (oben Niederspannungsnetz mit 400 V, unten Telefonleitung)

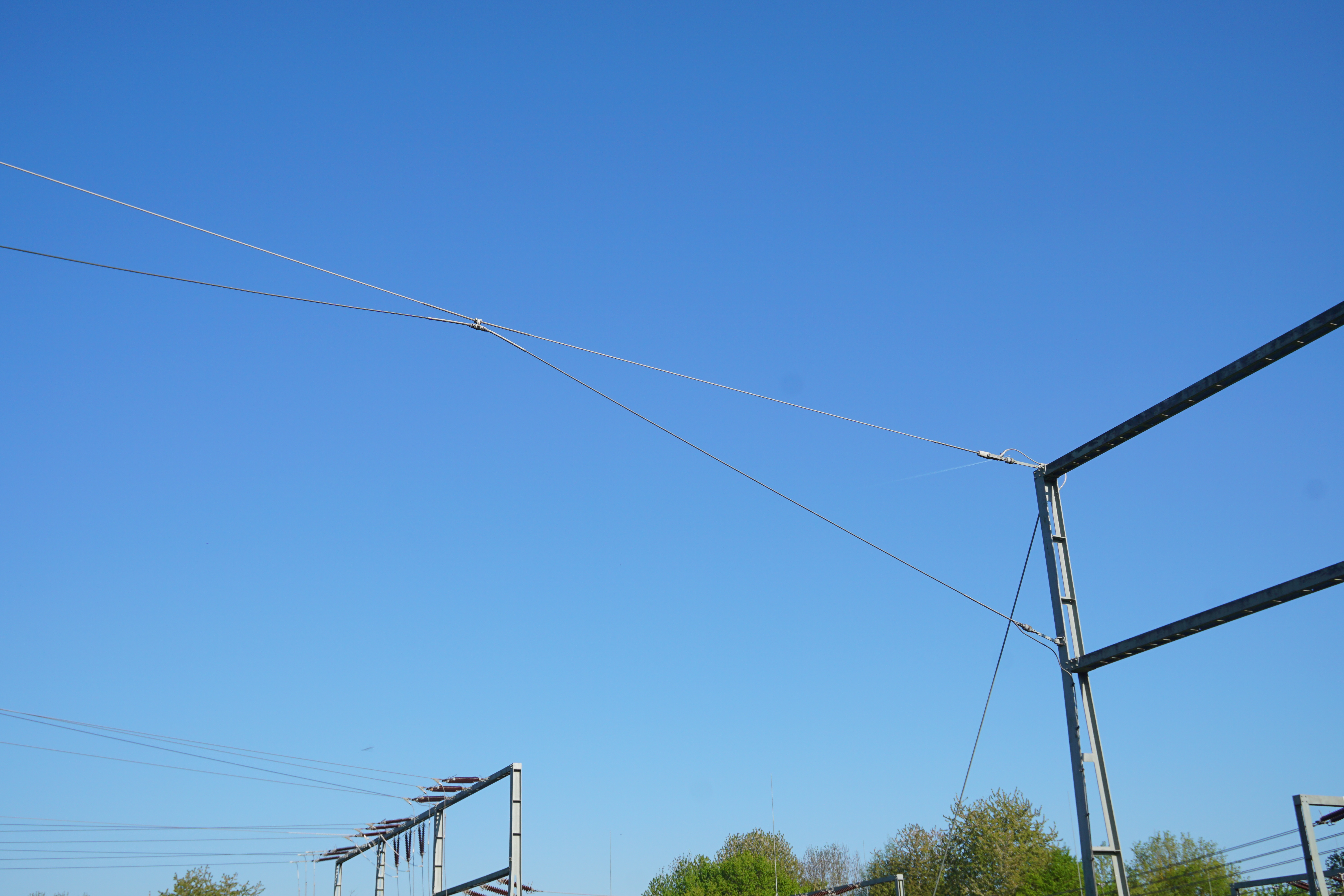
Oben kommt das Erdseil einer Hochspannungsleitung der EnBW zur Umspannstation. Darunter ein Luftkabel zur Datenübertragung mit eigener Abspannung

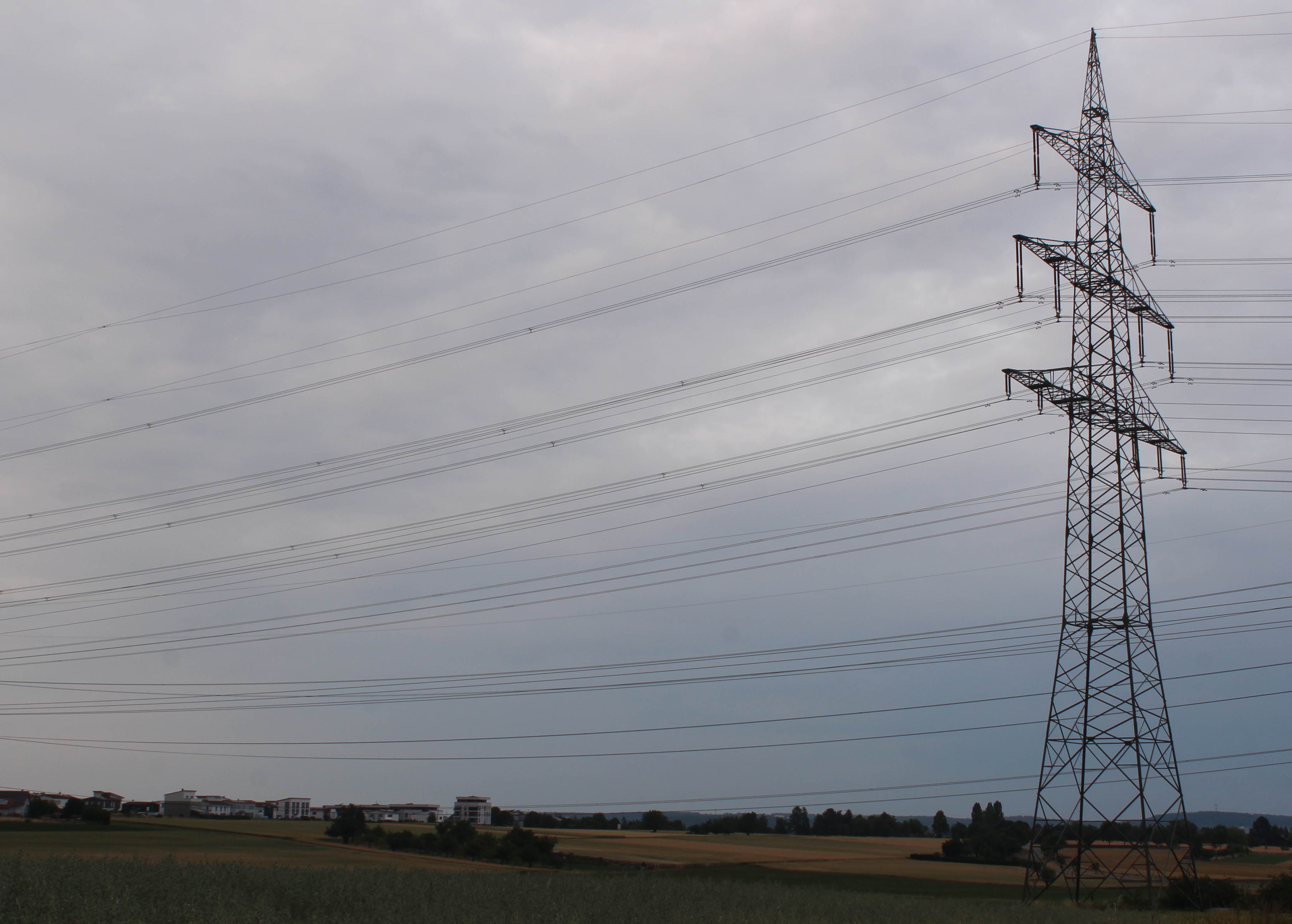
Hochspannungsleitung mit 3 Luftkabeln: zwei von ihnen sind wie Girlanden an Tragseilen über den Leiterseilen befestigt, während das 3. freitragend auf der zweiten Traverse befestigt ist.

Ein Luftkabel, auch bezeichnet als selbsttragendes Kabel (SETRA), ist ein auf Freileitungsmasten montiertes, elektrisch isoliertes Kabel. Darin unterscheidet es sich von einer Freileitung, welche aus einzelnen, blanken Drähten besteht, die mit Hilfe von Isolatoren (meist aus Glas oder Porzellan) aufgespannt sind.

## Fernmeldetechnik
In der Fernmeldetechnik enthält ein Luftkabel mehrere Adern. Der Begriff wird auch für auf Masten frei montierte Lichtwellenleiter verwendet.
Luftkabel werden hauptsächlich für Telefonanschlüsse abgelegener Gebäude und temporärer Einrichtungen (z. B. Baustellen) verlegt.
Bei Telefonkabeln an Masten werden unterschieden:
- Luftkabel; hier ist die Zugentlastung (oft ein Geflecht aus Glasfasern oder Stahl) rundsymmetrisch im Kabelmantel integriert
- Tragseilluftkabel; hier ist als Zugentlastung ein einzelnes Seil (meist Stahlseil) in den Kabelmantel eingebaut. Das Kabel hat daher einen Querschnitt, der insgesamt an eine Acht erinnert: das Leiterbündel bildet den unteren Kreis und das Tragseil – meist über einen kleinen Steg verbunden – den zweiten, meist kleineren Kreis. Beide sind von einem gemeinsamen wetter- und sonnenresistenten Kabelaußenmantel umhüllt.

## Energietechnik
Im Bereich der elektrischen Energietechnik werden Luftkabel gelegentlich noch zur Energieversorgung in der Niederspannungs-, selten in der Mittelspannungsebene bis 30 kV eingesetzt. Im Niederspannungsbereich werden sie auch zum temporären Anschluss von Gebäuden oder Baustellen eingesetzt, wenn beispielsweise Straßen zu überspannen sind. Eine Alternative ist die Befestigung von Kabeln an einem Stahlseil mit Spanndrahtschellen. 
Auch die Netzbetreiber setzen zum Aufbau des betriebseigenen Telefonnetzes Luftkabel ein. Häufig ist dieses Kabel im Erdseil integriert. Gelegentlich wird auch ein zusätzliches Seil auf den Masten verlegt, meist in Höhe der obersten Traverse. Bei Leitungen mit einer ungeraden Anzahl von Leiterseilen wird dieses auch gern als Ankerphase verlegt. Es gibt auch Luftkabel, die im Inneren von Freileitungs-Leiterseilen untergebracht sind. 
Bei der früheren EVS (jetzt in der EnBW AG) wurden die Luftkabel für die betriebsinterne Nachrichtenübermittlung bis Mitte der 1980er Jahre häufig girlandenförmig am Erdseil oder einem Hilfsseil auf den Masten installiert. Bei einer 20-kV-Leitung zwischen Riet und Eberdingen wurde hierfür sogar ein Leiterseil benutzt. Luftkabel für die Nachrichtenübertragung entlang von Stromleitungen werden heutzutage wegen störender Beeinflussungen durch die Stromleitung fast immer als Lichtwellenleiter ausgeführt.
Typen von Luftkabeln in der Energietechnik (Auswahl):
- (N)Y(Zg)2Y: Selbsttragendes Starkstrom-Luftkabel mit Glasfasern als Zugentlastung im Außenmantel
- YMT: PVC-Mantelleitung mit Trageorgan.